# Bílý dům (Brno)
Bílý dům je budova v Brně na Žerotínově náměstí čo. 6. V sále Břetislava Bakaly, který je součástí budovy, působí Divadlo Bolka Polívky.

## Dějiny budovy

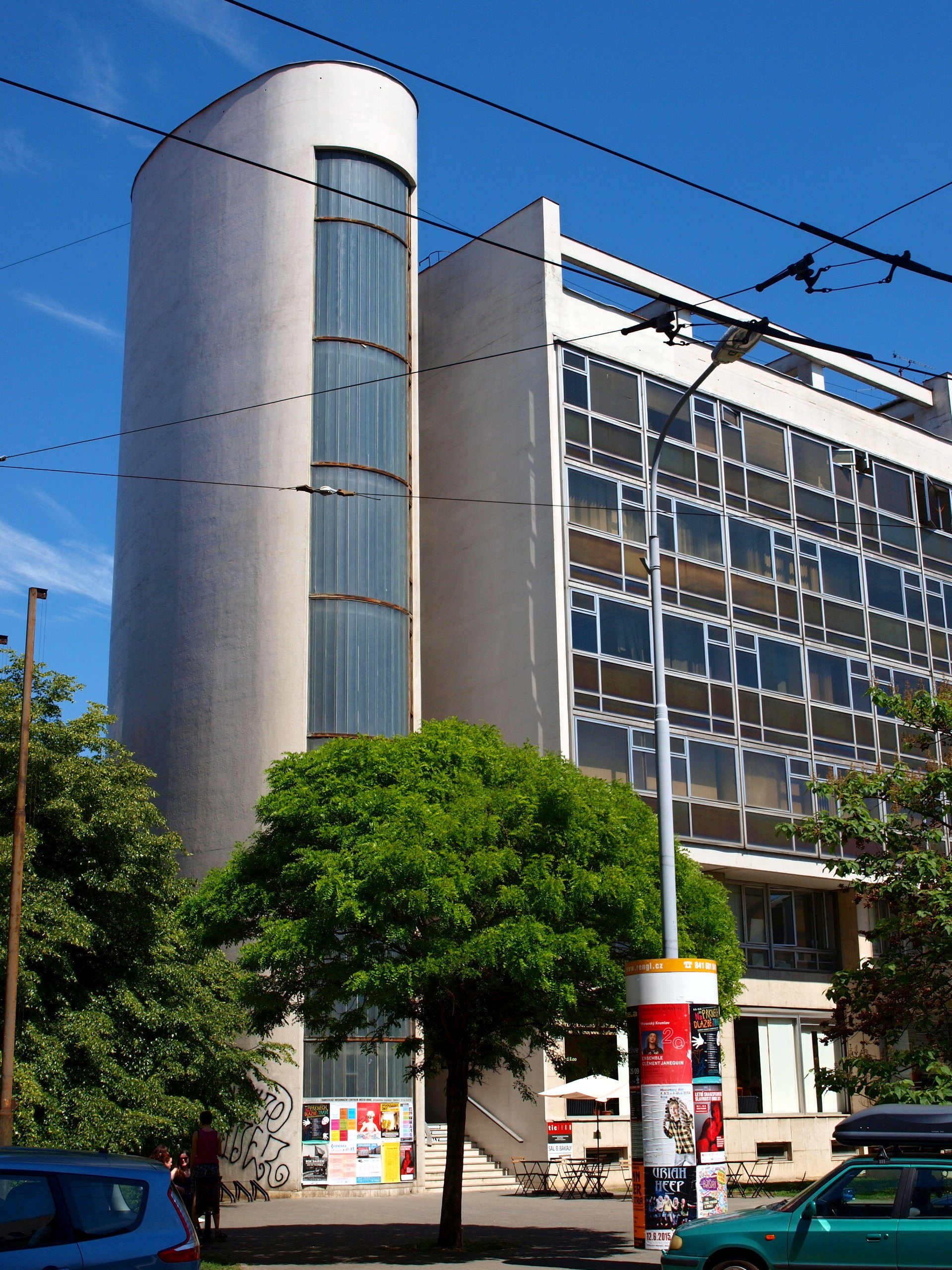
Bílý dům v Brně

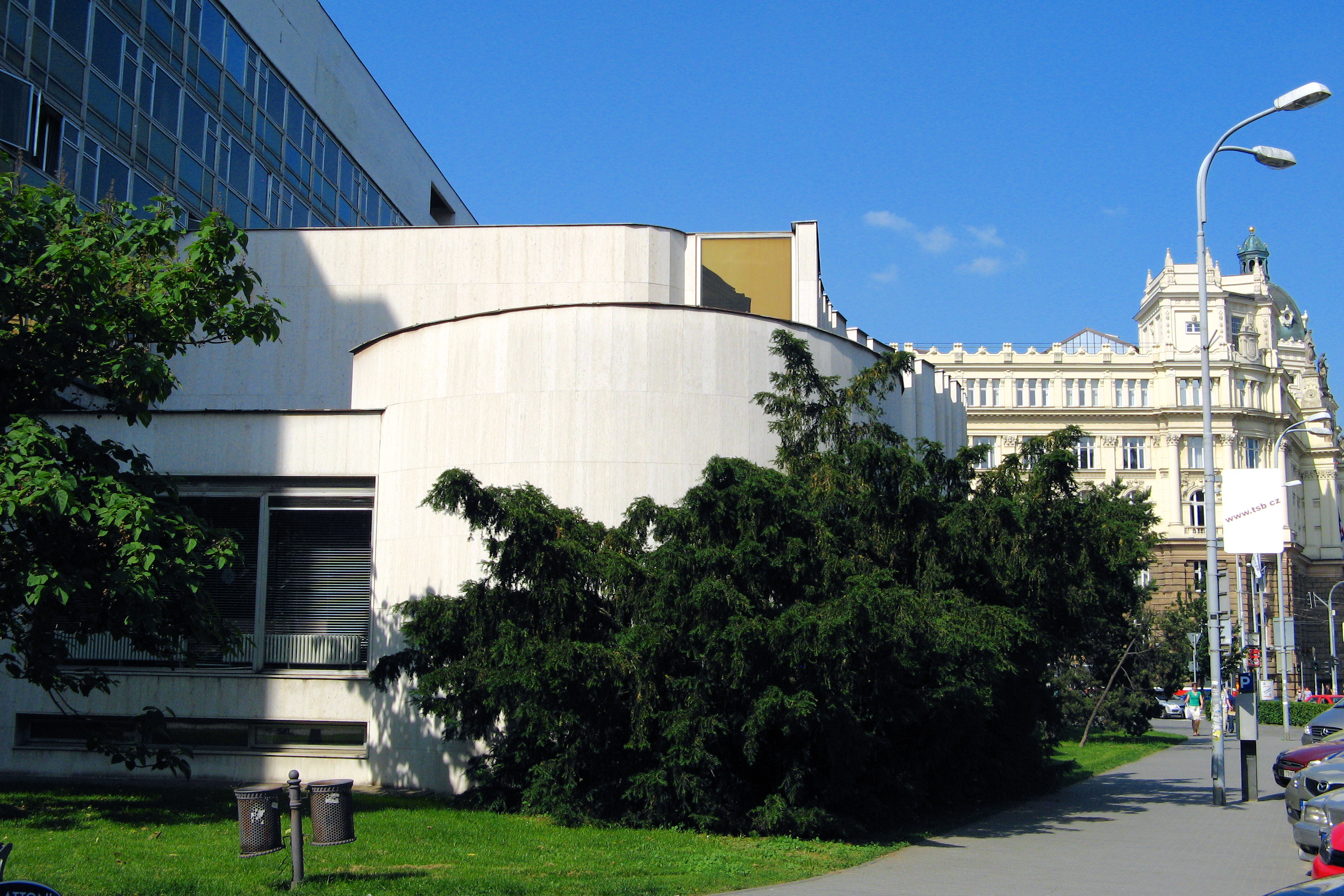
Sál Břetislava Bakaly v Bílém domě

Osmipodlažní administrativní budova byla podle návrhu architektů Miroslava Spurného a Františka Jakubce postavena v letech 1974–1976 pro brněnský Městský výbor KSČ. Po roce 1989 se objekt stal sídlem zdravotnického střediska s poliklinikou. Od 1. ledna 2014 byla na základě rozhodnutí městské rady a zastupitelstva sloučena zdravotnická zařízení na Žerotínově náměstí se zdravotnickým zařízením v Zahradníkově ulici. Ředitelkou sloučených středisek se stala Kamila Krausová. V Bílém domě sídlila do roku 2013 i Vyšší zdravotnická škola.

## Popis
Jde o osmipodlažní objekt se střešní terasou. K budově přiléhá třípodlažní válec s konferenčním sálem Břetislava Bakaly. Většinu povrchů fasády tvoří sklohliníkový obvodový plášť a pásy hliníkových oken, v neprůhledných částech s obkladem bílou skleněnou mozaikou a kamennými deskami. Schodiště je obloženo deskami z bílého vápence a členěno vertikálními okny.

## Využití domu
Kromě polikliniky je součástí objektu také předsazený multifunkční sál Břetislava Bakaly, pojmenovaný po brněnském hudebním skladateli a dirigentovi. Sál je určen až pro 300 osob s možností projekce filmů, koncertů, přednášek a dalších aktivit. Od dubna 2024 je sál domovskou scénou Divadla Bolka Polívky.
V roce 2015 plánovalo město Brno, vlastník Bílého domu, že do roku 2020 zrekonstruuje objekt polikliniky v Zahradníkově ulici, kam by se sdružila obě zdravotnická zařízení, a budovu Bílého domu prodalo. K přesunu polikliniky ani k prodeji budovy nedošlo.